# En rædsom Nat
|  | Denne artikel er oprettet af botten PalnaBot ud fra en ekstern database. Den kan derfor have sproglige fejl eller mangler. Denne skabelon kan fjernes efter kontrol af indholdet. |

En rædsom Nat er en film fra 1914 med ukendt instruktør.

## Handling
Jf. censur-kladdebog: "En ung mand gaar til Karneval og lægger i stedet en Dukke i sin Seng. En Alfons faar fat i hans Nøgle og lukker sig ind i hans Hus. Stor Forstyrrelse!"